# Формула-1 — Гран-прі США-Захід 1981
Гран-прі США-Захід 1981 року (англ. Toyota Grand Prix of Long Beach/VII Grand Prix of Long Beach) — перший етап чемпіонату світу 1981 року з автоперегонів у класі Формула-1. Відбувся 15 березня на міській трасі Лонг-Біч у Каліфорнії.
Команда Вільямс-Форд здобула переможний дубль. Чемпіон минулого року Алан Джонс фінішував першим, Карлос Ройтеманн — другим.

## Перегони
|      | Пілот               | Команда          | Кіл | Час                    | Старт | Очок |
| ---- | ------------------- | ---------------- | --- | ---------------------- | ----- | ---- |
| 1    | Алан Джонс          | Вільямс-Форд     | 80  | 1:50:41.33             | 2     | 9    |
| 2    | Карлос Ройтеманн    | Вільямс-Форд     | 80  | +9.19                  | 3     | 6    |
| 3    | Нельсон Піке        | Бребгем-Форд     | 80  | +34.92                 | 4     | 4    |
| 4    | Маріо Андретті      | Альфа-Ромео      | 80  | +49.31                 | 6     | 3    |
| 5    | Едді Чівер          | Тіррелл-Форд     | 80  | +1:06.70               | 8     | 2    |
| 6    | Патрік Тамбе        | Теодор-Форд      | 79  | +1 коло                | 17    | 1    |
| 7    | Чіко Серра          | Фіттіпальді-Форд | 78  | +2 кола                | 18    |      |
| 8    | Рене Арну           | Рено             | 77  | +3 кола                | 20    |      |
| Схід | Марк Зурер          | Енсайн-Форд      | 70  | електрика              | 19    |      |
| Схід | Дідьє Піроні        | Феррарі          | 67  | витік масла            | 11    |      |
| Схід | Жан-П'єр Жар'є      | Ліж'є-Матра      | 64  | паливний насос         | 10    |      |
| Схід | Ектор Ребаке        | Бребгем-Форд     | 49  | аварія                 | 15    |      |
| Схід | Бруно Джакомеллі    | Альфа-Ромео      | 41  | зіткнення з Ламмерсом  | 9     |      |
| Схід | Жак Лаффіт          | Ліж'є-Матра      | 41  | зіткнення з Чівером    | 12    |      |
| Схід | Кеке Росберг        | Фіттіпальді-Форд | 41  | двигун                 | 16    |      |
| Схід | Ян Ламмерс          | АТС-Форд         | 41  | зіткнення з Джакомеллі | 21    |      |
| Схід | Рікардо Патрезе     | Ерроуз-Форд      | 33  | паливний фільтр        | 1     |      |
| Схід | Беппе Габ'яні       | Озелла-Форд      | 24  | аварія                 | 5     |      |
| Схід | Найджел Менселл     | Лотус-Форд       | 25  | аварія                 | 7     |      |
| Схід | Жиль Вільньов       | Феррарі          | 17  | ведучий вал            | 5     |      |
| Схід | Джон Ватсон         | Макларен-Форд    | 16  | двигун/гальма          | 23    |      |
| Схід | Еліо де Анджеліс    | Лотус-Форд       | 13  | аварія                 | 13    |      |
| Схід | Ален Прост          | Рено             | 0   | удар від Чезаріса      | 14    |      |
| Схід | Андреа де Чезаріс   | Макларен-Форд    | 0   | удар в Проста          | 22    |      |
| НКВ  | Кевін Коган         | Тіррелл-Форд     |     |                        |       |      |
| НКВ  | Дерек Делі          | Марч-Форд        |     |                        |       |      |
| НКВ  | Мігель-Анхель Герра | Озелла-Форд      |     |                        |       |      |
| НКВ  | Зіґфрід Стор        | Ерроуз-Форд      |     |                        |       |      |
| НКВ  | Елізео Саласар      | Марч-Форд        |     |                        |       |      |

## Кола лідирування
- 1—24 — Рікардо Патрезе;
- 25—31 — Карлос Ройтеманн;
- 32—80 — Алан Джонс.

## Положення в чемпіонаті після Гран-прі
| Поз | Пілот            | Очки |
| --- | ---------------- | ---- |
| 1   | Алан Джонс       | 9    |
| 2   | Карлос Ройтеманн | 6    |
| 3   | Нельсон Піке     | 4    |
| 4   | Маріо Андретті   | 3    |
| 5   | Едді Чівер       | 2    |

| Поз | Конструктор  | Очки |
| --- | ------------ | ---- |
| 1   | Вільямс-Форд | 15   |
| 2   | Бребгем-Форд | 4    |
| 3   | Альфа Ромео  | 3    |
| 4   | Тіррелл-Форд | 2    |
| 5   | Теодор-Форд  | 1    |

- Примітка: Тільки 5 позицій включені в обидві таблиці.